# Antigenes (tướng)
Antigenes (tiếng Hy Lạp cổ: Ἀντιγένης; mất năm 316 TCN) là một tướng lĩnh của Alexandros Đại đế, ông đã từng phụng sự Philippos II của Macedonia và mất một mắt trong cuộc vây hãm Perinthos (năm 340 TCN). Sau khi Alexandros qua đời vào năm 323 TCN, ông được nhận chức tổng trấn của Susiana. Ông là một trong số các chỉ huy của lực lượng Argyraspides và đã đứng về phe của Eumenes. Sau khi Eumenes bại trận vào năm 316 TCN, Antigenes đã rơi vào tay kẻ thù của mình là Antigonos và bị ông ta thiêu sống.